# コスタ・ヴォルピーノ
コスタ・ヴォルピーノ（伊: Costa Volpino  ( 音声ファイル)）は、イタリア共和国ロンバルディア州ベルガモ県にある、人口約9,000人の基礎自治体（コムーネ）。

## 地理

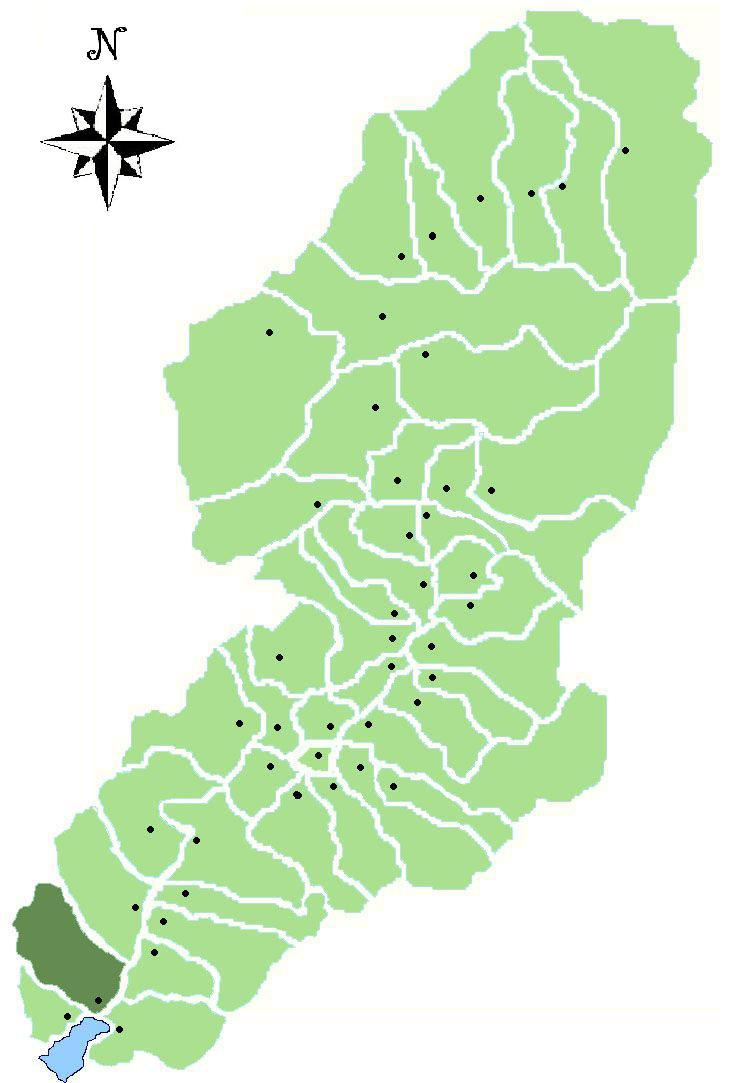
ヴァル・カモニカにおけるコムーネの領域

### 位置・広がり
ベルガモ県東部、イゼーオ湖北端のコムーネで、ヴァル・カモニカに含まれる。ブレシアから北北西へ33km、県都ベルガモから東北東へ36km、州都ミラノから東北東へ82kmの距離にある。

#### 隣接コムーネ
隣接するコムーネは以下の通り。括弧内のBSはブレシア県所属を示す。
| - ボッシコ - ローヴェレ - ピアン・カムーノ (BS) - ピゾーニェ (BS) - ローニョ - ソンガヴァッツォ |

### 地震分類
イタリアの地震リスク階級 (it) では、3 に分類される
。

## 行政

### 山岳部共同体
広域行政組織である山岳部共同体「ラーギ・ベルガマスキ山岳部共同体」  (it:Comunità montana dei Laghi Bergamaschi)  （事務所所在地：ローヴェレ）を構成するコムーネである。

### 分離集落
以下の分離集落（フラツィオーネ）がある。
- Branico, Ceratello, Corti (sede comunale), Flaccanico, Piano, Qualino, Volpino